# Bolesław Szczurkiewicz
Bolesław Szczurkiewicz (ur. 18 sierpnia 1875 we Lwowie, zm. 23 września 1933 w Zakopanem) – polski aktor i reżyser teatralny, dyrektor teatru.

## Życiorys
Był synem Eliasza Szczurkiewicza oraz Julii z Ballonów. W rodzinnym mieście uczył się w prywatnej szkole aktorskiej E. Derynga, w której ok. 1894 miał swój debiut sceniczny. Grywał w prowincjonalnych zespołach galicyjskich, a następnie w Łodzi i Warszawie oraz od 1899 do 1905 z przerwą w latach 1901–1904 w Teatrze Polskim w Poznaniu. Od 1906 aktor, reżyser, a od 1908 również współdyrektor (obok N. Młodziejowskiej, którą poślubił w 1908) pierwszego od wielu lat stałego teatru polskiego w Wilnie. Występował od 1910 do 1912 w teatrze krakowskim, a następnie w Poznaniu wspólnie z żoną prowadził Teatr Polski od września 1912 do końca kwietnia 1914. Ambitną działalność Szczurkiewiczów, zainaugurowaną 6 września 1912 Bolesławem Śmiałym Stanisława Wyspiańskiego, a 8 października 1912 w operze Mazepą A. Münchheimera, przerwał wybuch I wojny światowej. Występował w teatrach polskich w Moskwie i Kijowie, a pod koniec 1918 powrócił z żoną do Poznania, gdzie kontynuował swoją dawną działalność. Kierował sam Teatrem Polskim od jesieni 1918 do końca sezonu 1919/20, a od 1920 do 1924 wspólnie z Romanem Żelazowskim i znowu sam od 1924 do jesieni 1932 oraz razem z Teofilem Trzcińskim do końca grudnia 1932. W Poznaniu dnia 17 kwietnia 1926 w Teatrze Polskim obchodził jubileusz 30–lecia swojej pracy artystycznej. Ze sceną pożegnał się na początku 1933. Zmarł 23 września 1933 w Zakopanem. Pochowany na cmentarzu Zasłużonych Wielkopolan w Poznaniu (kwatera 4-81).
Okresem przełomowym dla teatru poznańskiego była dyrekcja Szczurkiewicza, który preferował polską dramaturgię współczesną (m.in. wystawiał sztuki L.H. Morstina, A. Nowaczyńskiego, S. Przybyszewskiego, K. H. Rostworowskiego, T. Rittnera, J. Żuławskiego), wprowadzenie stałej reżyserii i reform w inscenizacji oraz technice teatralnej. W czasie jego dyrektorowania teatr poznański zaprezentował niemal całą spuściznę dramatyczną Juliusza Słowackiego (3 października 1918 zainaugurował działalność wystawionym po raz pierwszy w Poznaniu Kordianem), nie grane tu dotąd sztuki Stanisława Wyspiańskiego (m.in. 25 listopada 1918 Wesele, 7 października 1920 Wyzwolenie) oraz wiele dzieł z wielkiego repertuaru polskiego i obcego.

## Ordery i odznaczenia
- Złoty Krzyż Zasługi (23 czerwca 1927)[6]